# NGC 2698
NGC 2698 (również PGC 25067) – galaktyka spiralna (S0-a), znajdująca się w gwiazdozbiorze Hydry. Odkrył ją John Herschel 11 marca 1826 roku.